# Robin Carpenter
Robin Carpenter (Philadelphia, 20 juni 1992) is een Amerikaans wielrenner.

## Overwinningen
2014
2e etappe USA Pro Challenge
2016
2e etappe Ronde van Utah
Eindklassement Ronde van Alberta
Eindklassement Cascade Cycling Classic
2017
4e etappe Joe Martin Stage Race
Eind- en puntenklassement Joe Martin Stage Race
Winston-Salem Cycling Classic
Puntenklassement Ronde van Beauce
Eindklassement Cascade Cycling Classic
2018
Bergklassement Ronde van Duitsland
2019
Bergklassement Ronde van Luxemburg
2021
2e etappe Ronde van Groot-Brittannië

## Resultaten in voornaamste wedstrijden
|      | \| Jaar \| Waalse Pijl \| Parijs-Tours \| \| WK op de weg \| \| ---- \| ----------- \| ------------ \| \| ------------ \| \| 2016 \| \| \| \| 53e \| \| 2017 \| \| \| \| \| \| 2018 \| \| \| \| \| \| 2019 \| 89e \| 42e \| \| \| \| 2020 \| \| \| \| \| \| 2021 \| \| \| \| opgave \| |              |  |              |
| Jaar | Waalse Pijl | Parijs-Tours |  | WK op de weg |
| 2016 | |              |  | 53e          |
| 2017 | |              |  |              |
| 2018 | |              |  |              |
| 2019 | 89e | 42e          |  |              |
| 2020 | |              |  |              |
| 2021 | |              |  | opgave       |

## Ploegen
- 2012 –  Chipotle-First Solar Development Team
- 2013 –  Hincapie Sportswear Development Team
- 2014 –  Hincapie Sportswear Development Team
- 2015 –  Hincapie Racing Team
- 2016 –  Holowesko-Citadel p/b Hincapie Sportswear
- 2017 –  Holowesko-Citadel Racing p/b Hincapie Sportswear
- 2018 –  Rally Cycling
- 2019 –  Rally Cycling
- 2022 –  Human Powered Health
- 2023 –  L39ION of Los Angeles

Brennan · Bryon · Carpenter · Clark · Flaksis · Hornbeck · Hough · Lewis · Magner · Schmalz · Skujiņš · Smith · Squire
Brennan · Bryon · Carpenter · Clark · Flaksis · Hornbeck · Hough · Krasilnikaw · Lewis · McCabe · Rhim · Squire
Brennan · Bryon · Carpenter · Clark · Companioni · Eisenhart · Flaksis · Krasilnikaw · Lewis · Magner · Murphy · Rhim
Anderson · Anthony · Britton · Carpenter · Dal-Cin · de Vos · Ellsay · Huff · Huffman · Joyce · Magner · McNulty · Murphy · Oronte · Pate · Young
Aasvold · Bassett · Brown (tot 26/6) · Carpenter · Coté · de Kleijn · de Vos · Gibson (vanaf 6/6) · Haga · Hecht · Jensen · Joyce · King · Krul · Mannion · Murphy · Rosskopf · Swirbul · Zukowsky · Chrétien (stagiair) · Double (stagiair) · Stites (stagiair)